# Sankt Johann (powiat Mayen-Koblenz)
Sankt Johann – miejscowość i gmina w Niemczech, w kraju związkowym Nadrenia-Palatynat, w powiecie Mayen-Koblenz, wchodzi w skład gminy związkowej Vordereifel.